# Falling into Place
Falling into Place è l'Ep di debutto della band statunitense Finch, contenente quattro brani, due dei quali sarebbero poi stati registrati nel loro primo album, What It Is To Burn. Letters to You è stata poi pubblicata anche nel Regno Unito ed è stata la prima hit della band.

## Tracce
1. Perfection Through Silence
2. Letters to You
3. Waiting
4. New Kid

## Formazione
- Nate Barcalow - voce
- Randy Strohmeyer - chitarra, voce
- Alex Linares - chitarra, voce
- Derek Doherty - basso, voce
- Marc Allen - batteria